# Попередня корекція помилок
Пряма або попередня корекція помилок (англ. Forward Error Correction, FEC або англ. channel coding) — техніка, метод надлишкового завадостійкого канального кодування/декодування, що дозволяє виправляти помилки під час однократного передавання даних та не потребує зворотної передачі. Застосовується для виправлення збоїв і помилок шляхом введення в дані надлишкової службової інформації, за допомогою якої може бути відновлено початковий зміст пакету. На практиці широко застосовується в комп'ютерних та різноманітних телекомунікаційних мережах, наприклад, у модемах за допомогою комунікаційних протоколів. Коди для виправлення помилок потребують введення більшої надлишковості, ніж коди лише для виявлення помилок.
Піонером в розробці завадостійкого кодування в 1940-х став американський вчений Річард Геммінг. В 1950 він винайшов код, який було названо його ім'ям.
В супутниковому телебаченні під час передачі цифрового сигналу, наприклад, з FEC 7/8, в одиницю часу буде передаватись 8 біт інформації: 7 біт корисної і 1 контрольний біт.
На практиці в DVB-S використовується всього 5 видів:
- 1/2
- 2/3
- 3/4 (найчастіше)
- 5/6
- 7/8

При інших рівних умовах — чим частіше використовується контрольний біт FEC — тим більша завадостійкість трансляції даного телевізійного каналу і більша швидкість потоку необхідна для його трансляції (при незмінній роздільності зображення), що може впливати на вартість трансляції. Очевидно, що чим частіше використовується контрольний біт FEC (при однакових потужності передавача, дальності до супутника та діаграми направленості) — тим менший діаметр супутникової антени забезпечує стійкий прийом сигналу даного телевізійного каналу при несприятливих погодних умовах, наприклад, під час дощу.

## Виноски
1. ↑  Understanding Digital Television: An Introduction to Dvb Systems With … — Lars-Ingemar Lundström — Google Книги